# Синяя вуаль
Синяя вуаль (перс. روسری‌آبی‎) — иранский романтический фильм-драма 1995 года, написанный и срежиссированный Рахшан Бани-Этемад. 

## Сюжет
Расул Рахмани (Эззатолах Энтезами) владеет томатной фермой и фабрикой рядом с ней. Он потерял жену несколько лет назад и живёт один. Нобар Курдани (Фатеме Мотамед-Арья) — женщина, которая заботится о своей семье и вынуждена работать. Её и ещё нескольких женщин выбирают для работы на ферме.

## В ролях
- Эззатолах Энтезами[англ.]
- Фатеме Мотамед-Арья[англ.]
- Голаб Адинех[англ.]
- Афсар Асади[англ.]
- Баран Косари
- Бехназ Джафари
- Реза Фаязи[англ.]
- Фархад Аслани[англ.]
- Нематолла Горджи[англ.]
- Фагихе Солтани
- Джамшид Эсмаилхани
- Надия Гольхин
- Найерех Фарахани
- Мехри Мехрния
- Аббас Мохебби
- Мохсен Бонакдар[4][5]